# Grand Prix Nobili Rubinetterie 2015
La 18e édition du Grand Prix Nobili Rubinetterie a eu lieu le 19 mars 2015. La course fait partie du calendrier UCI Europe Tour 2015 en catégorie 1.HC.
L'épreuve a été remportée lors d'un sprint massif par l'Italien Giacomo Nizzolo (Trek Factory Racing) devant son compatriote Simone Ponzi (Southeast) et l'Autrichien Marco Haller (Katusha).

## Présentation

### Équipes
Classé en catégorie 1.HC de l'UCI Europe Tour, le Grand Prix Nobili Rubinetterie est par conséquent ouvert aux WorldTeams dans la limite de 75 % des équipes participantes, aux équipes continentales professionnelles, aux équipes continentales italiennes et à équipe nationale italienne.
Vingt-deux équipes participent à ce Grand Prix Nobili Rubinetterie - sept WorldTeams, neuf équipes continentales professionnelles, cinq équipes continentales et une équipe nationale :
| UCI WorldTeams      | UCI WorldTeams | UCI WorldTeams |
| Nom de l'équipe     | Pays           | Code           |
| ------------------- | -------------- | -------------- |
| AG2R La Mondiale    | France         | ALM            |
| Cannondale-Garmin   | États-Unis     | TCG            |
| FDJ                 | France         | FDJ            |
| Katusha             | Russie         | KAT            |
| Movistar            | Espagne        | MOV            |
| Orica-GreenEDGE     | Australie      | OGE            |
| Trek Factory Racing | États-Unis     | TFR            |

| Équipes continentales professionnelles | Équipes continentales professionnelles | Équipes continentales professionnelles |
| Nom de l'équipe                        | Pays                                   | Code                                   |
| -------------------------------------- | -------------------------------------- | -------------------------------------- |
| Androni Giocattoli                     | Italie                                 | AND                                    |
| Caja Rural-Seguros RGA                 | Espagne                                | CJR                                    |
| CCC Sprandi Polkowice                  | Pologne                                | CCC                                    |
| Colombia                               | Colombie                               | COL                                    |
| Drapac                                 | Australie                              | DPC                                    |
| Nippo-Vini Fantini                     | Italie                                 | NIP                                    |
| Novo Nordisk                           | États-Unis                             | TNN                                    |
| RusVelo                                | Russie                                 | RVL                                    |
| Southeast                              | Italie                                 | STH                                    |

| Équipes continentales | Équipes continentales | Équipes continentales |
| Nom de l'équipe       | Pays                  | Code                  |
| --------------------- | --------------------- | --------------------- |
| D'Amico Bottecchia    | Italie                | AZT                   |
| GM                    | Italie                | GMC                   |
| Idea 2010 ASD         | Italie                | IDE                   |
| MG.Kvis-Vega          | Italie                | VHS                   |
| Unieuro Wilier        | Italie                | UNI                   |

| Équipe nationale          | Équipe nationale | Équipe nationale |
| Nom de l'équipe           | Pays             | Code             |
| ------------------------- | ---------------- | ---------------- |
| Équipe nationale d'Italie | Italie           | ITA              |

### Règlement de la course

#### Primes
Les vingt prix sont attribués suivant le barème de l'UCI,. Le total général des prix distribués est de 18 800 €.
| Position | 1er     | 2e      | 3e      | 4e    | 5e    | 6e    | 7e    | 8e    | 9e    | 10e à 20e |
| Prix     | 7 515 € | 3 760 € | 1 875 € | 935 € | 745 € | 565 € | 565 € | 375 € | 375 € | 190 €     |

## Classements

### Classement final
| Classement final | Classement final   | Classement final | Classement final      | Classement final  |
|                  | Coureur            | Pays             | Équipe                | Temps             |
| ---------------- | ------------------ | ---------------- | --------------------- | ----------------- |
| 1er              | Giacomo Nizzolo    | Italie           | Trek Factory Racing   | en 4 h 0 min 19 s |
| 2e               | Simone Ponzi       | Italie           | Southeast             | m.t               |
| 3e               | Marco Haller       | Autriche         | Katusha               | m.t               |
| 4e               | Juan José Lobato   | Espagne          | Movistar              | m.t               |
| 5e               | Grega Bole         | Slovénie         | CCC Sprandi Polkowice | m.t               |
| 6e               | Oscar Gatto        | Italie           | Androni Giocattoli    | m.t               |
| 7e               | Iuri Filosi        | Italie           | Nippo-Vini Fantini    | m.t               |
| 8e               | Matteo Montaguti   | Italie           | AG2R La Mondiale      | m.t               |
| 9e               | Antonio Parrinello | Italie           | D'Amico Bottecchia    | m.t               |
| 10e              | Francesco Reda     | Italie           | Idea 2010 ASD         | m.t               |
| modifier         |                    |                  |                       |                   |

### UCI Europe Tour
Ce Grand Prix Nobili Rubinetterie attribue des points pour l'UCI Europe Tour 2015, par équipes seulement aux coureurs des équipes continentales professionnelles et continentales, individuellement à tous les coureurs sauf ceux faisant partie d'une équipe ayant un label WorldTeam.
| Position,          | 1er | 2e | 3e | 4e | 5e | 6e | 7e | 8e | 9e | 10e | 11e | 12e | 13e | 14e | 15e |
| Classement général | 100 | 70 | 40 | 30 | 25 | 20 | 15 | 10 | 9  | 8   | 7   | 6   | 5   | 4   | 3   |

## Liste des participants
- Liste de départ complète

| Légende | Légende                                                                      | Légende | Légende                                                    |
| ------- | ---------------------------------------------------------------------------- | ------- | ---------------------------------------------------------- |
| Num     | Dossard de départ porté par le coureur sur ce Grand Prix Nobili Rubinetterie | Pos     | Position à l'arrivée de la course                          |
|         | Indique un maillot de champion national ou mondial, suivi de sa spécialité   | NP      | Indique un coureur qui n'a pas pris le départ de la course |
| AB      | Indique un coureur qui n'a pas terminé la course                             | HD      | Indique un coureur qui a terminé la course hors des délais |